# Karl-Heinz Mursch
Karl-Heinz Mursch (* 25. September 1911 in Krotoschin; † 13. Juni 2002) war ein deutscher Politiker (CDU).

## Leben und Beruf
Nach dem Abitur 1930 trat Mursch in die Reichsmarine ein und durchlief dort eine Offiziersausbildung. Als Korvettenkapitän der Kriegsmarine nahm er von 1939 bis 1945 am Zweiten Weltkrieg teil. Zuletzt geriet er in britische Gefangenschaft, aus der er 1945 entlassen wurde.
Mursch arbeitete zunächst als Referent bei der Deutschen Minenräumdienstleitung, wurde später als Abteilungsleiter in einem Großhandel in Hamburg beschäftigt und war von 1946 bis 1949 beim Hamburger Seeschifffahrtsamt tätig. Anschließend wechselte er als Beamter ins Bundesverkehrsministerium. Hier fungierte er unter anderem als Persönlicher Referent und Pressereferent des Bundesverkehrsministers Hans-Christoph Seebohm. 1969 schied er als Ministerialrat aus dem Staatsdienst aus.

## Abgeordneter
Mursch wurde bei der Bundestagswahl 1969 in den Deutschen Bundestag gewählt, dem er bis 1976 angehörte. Im Parlament vertrat er den Wahlkreis Harburg – Soltau. Außerdem war er von 1973 bis 1977 Mitglied des Europäischen Parlamentes.
| Personendaten    | Personendaten                        |
| ---------------- | ------------------------------------ |
| NAME             | Mursch, Karl-Heinz                   |
| KURZBESCHREIBUNG | deutscher Politiker (CDU), MdB, MdEP |
| GEBURTSDATUM     | 25. September 1911                   |
| GEBURTSORT       | Krotoschin                           |
| STERBEDATUM      | 13. Juni 2002                        |